# 코라스
코라스(Korath)는 마블 코믹스의 캐릭터이다. 첫 등장은 Quasar #32 (1992년 3월)이다. 2014년 영화 《가디언즈 오브 갤럭시》에는 자이먼 혼수가 연기한다.

## 다른 매체에서 코라스

### 텔레비전
- 코라스는 애니메이션 《가디언즈 오브 갤럭시》에서 에피소드 "Road to Knowhere"에 등장하였으며, 모고리는 데이브 페노이가 맡았다.

### 영화
- 2014년 영화 《가디언즈 오브 갤럭시》에 등장하였으며, 자이먼 혼수가 연기했다.

### 비디오 게임
- 코라스는 1995년 아케이드 게임 《어벤저스 인 갤럭틱 스톰》에 등장하였다.